# Мейтенс, Мартин Младший
Мартин ван Мейтенс Младший (нидерл. Martin van Meytens, Mijtens; Meitens, Maitens, нем. Meydenz, Mittence der Jüngere; 24 июня 1695, Стокгольм — 23 марта 1770, Вена) — голландский художник, живописец-миниатюрист и портретист. Член большой художественной семьи из Делфта и Гааги, одним из родоначальников которой был Даниэль Мейтенс Старший. Работал главным образом в Австрии.

## Жизнь и творчество
Мартин Мейтенс Младший был сыном и учеником Мартина Мейтенса Старшего (1648—1736), живописца и коллекционера произведений искусства из Гааги. Родился в Стокгольме, где с 1667 года его отец был придворным живописцем шведского короля.
Вместе со своим родственником Жоржем Демаре Мейтенс Младший получил основательное образование в школе живописи своего отца в Стокгольме. В 1714 году он отправился в Англию, изучал искусство придворного живописца Антониса Ван Дейка и освоил технику миниатюрной живописи по эмали. В 1717 году в Париже он стал учеником художника-эмальера Шарля Буа, с которым в 1720 году предпринял поездку в Дрезден, где работал по заказам курфюрста саксонского Августа Сильного.
Во Франции Мейтенс стал известным художником-миниатюристом, которому покровительствовал сам герцог Орлеанский, и он сделал, среди прочего, сорок эмалевых портретов для русского царя Петра Великого. «Миниатюрные портреты на эмали Людовика XV и Петра I, созданные Мейтенсом, — одни из лучших в своём роде».
В 1721 году Мейтенс выехал в Вену. Предложение служить придворным художником императора Карла VI побудило его к предварительному совершенствованию своего мастерства в Италии. В период с 1723 по 1727 год он останавливался в Венеции, Риме, Неаполе, Флоренции, Болонье, Модене, Милане, Турине и Генуе и усвоил навыки техники масляной живописи.
Во Флоренции, Милане и Турине его небольшие по размеру картины стали пользоваться большой популярностью. По возвращении из Италии и продолжительного визита на родину Мейтенс в 1731 году окончательно поселился в Вене. Спустя год стал придворным «камерным художником» (Kammermaler) и получил право купить дом, что обычно было доступно только католикам (Мейтенс был протестантом). В правление императрицы Марии Терезии с 1740 года он достиг пика своей славы как привилегированный художник императорской семьи. В 1759 году был назначен директором Венской академии изобразительных искусств.
Большая мастерская, которой руководил его племянник и ученик Софониас де Дерихс (Sophonias de Derichs), позволила ему в больших количествах производить портреты императрицы, членов её семьи и двора. Мастер ограничивался основными деталями, а всю предварительную работу, аксессуары, драпировки и фоны выполняли помощники. Такой метод работы не был чем-то необычным, его применял, в частности, Питер Пауль Рубенс, Ван Дейк и многие другие знаменитые художники.
Около 1760 года он обнаружил художественный талант молодого скульптора Франца Ксавера Мессершмидта и материально ему поспособствовал, устроив на работу резчиком и чеканщиком бронзовых отливок в Императорской Оружейной палате.
Мейтенс оказался обходительным придворным, он говорил на нескольких языках, любил заниматься музыкой и был хорошим танцором. Его страстный интерес к физике и алхимии помог ему в производстве эмалевых красок, и в 1743 году он получил императорскую привилегию основать фабрику по производству красок для миниатюрной росписи по эмали.
По своей должности Мейтенс запечатлевал все государственные исторические события и церемонии, такие как коронация императора Иосифа II. Он воспитал многих учеников и помощников, которые помогали ему при создании многофигурных картин.
Индивидуальный стиль Мартина Мейтенса Младшего соединил в себе традиции голландской живописи, эстетику своеобразного венского рококо, бытовавшего в середине XVIII века при дворе Марии Терезии, и специфику тонкой техники и «гладкой» поверхности, происходящей от навыков росписи по эмали. Влияние живописи Мейтенса в течение долгого времени было значительным по всей Австро-Венгерской империи.

## Галерея

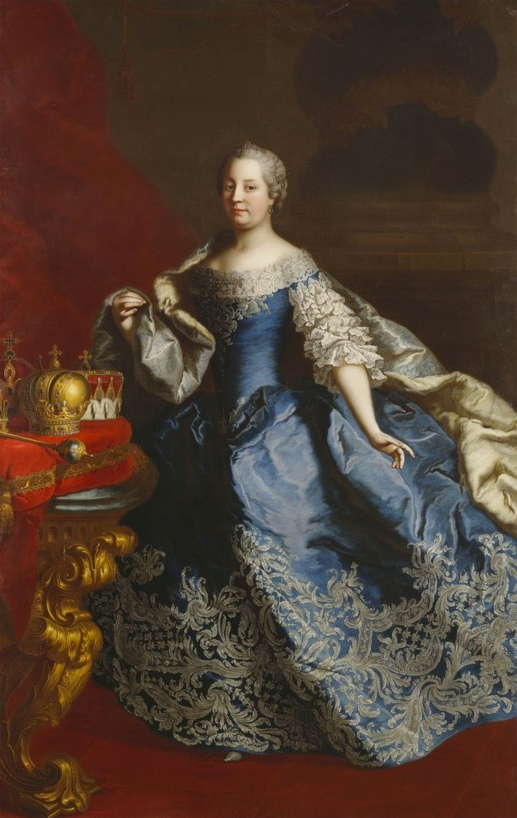
Портрет Марии Терезии Австрийской. Между 1747 и 1749. Холст, масло. Германский исторический музей, Берлин
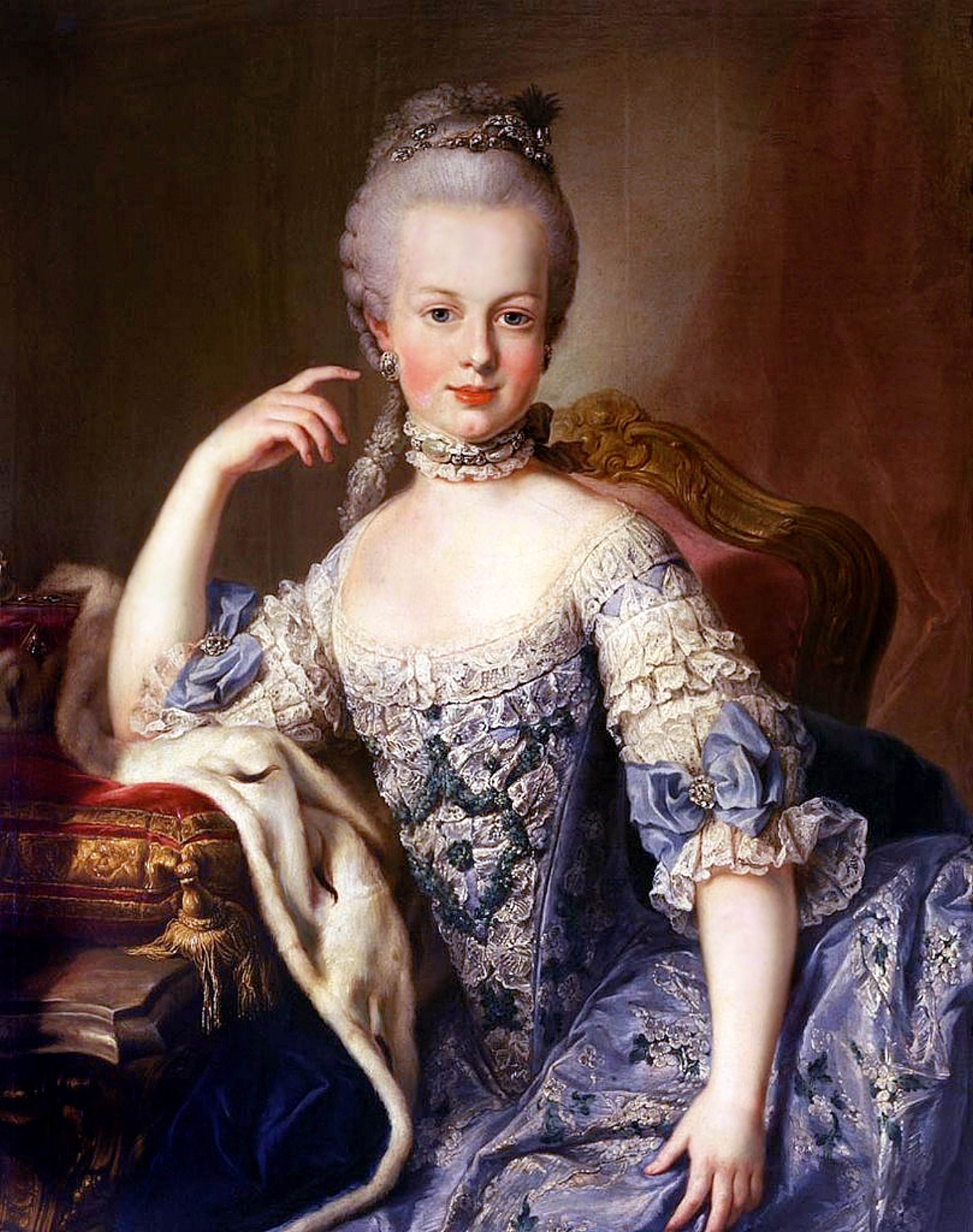
Эрцгерцогиня Мария Антония. 1767—1768. Холст, масло. Дворец Шёнбрунн, Вена
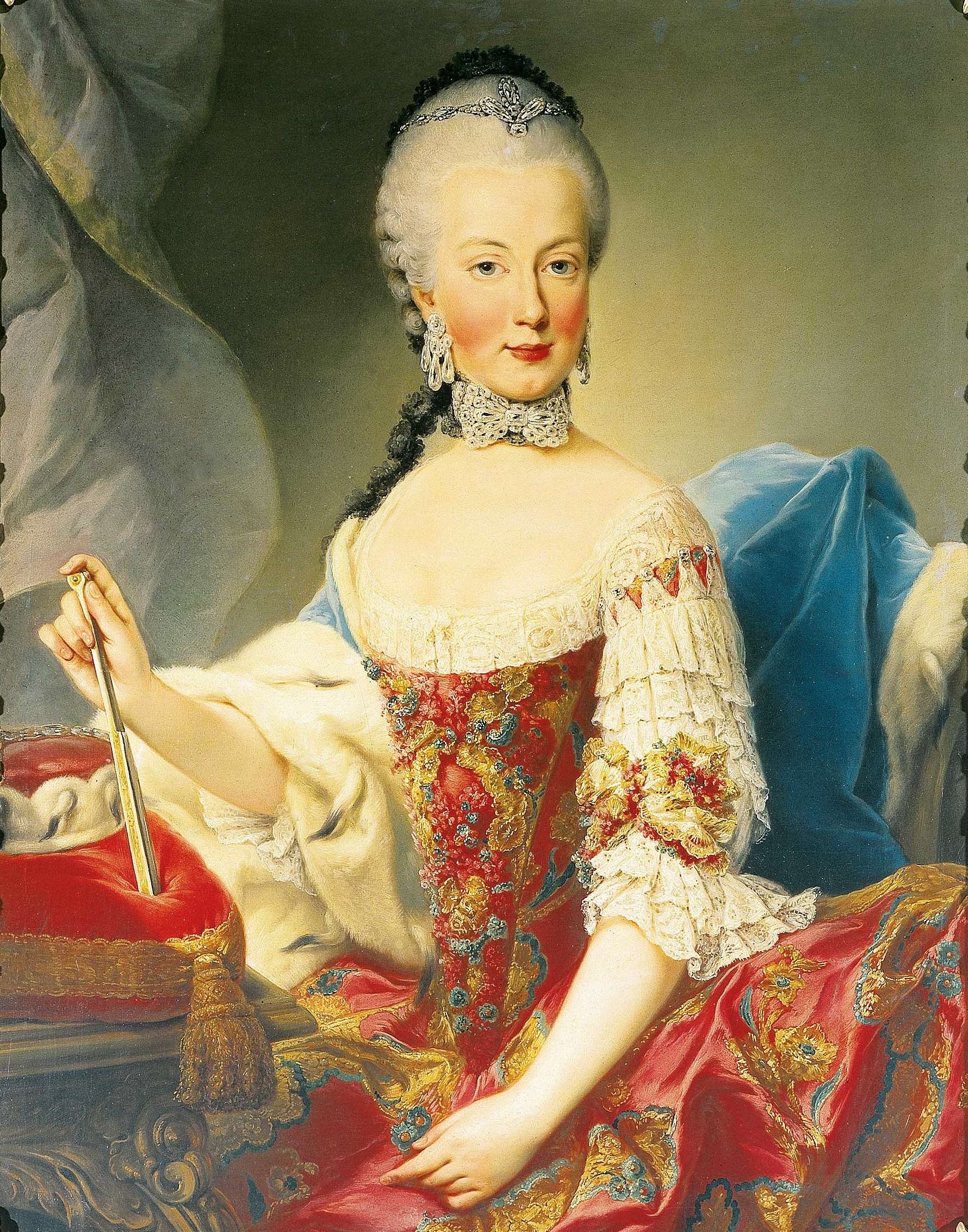
Эрцгерцогиня Мария Амалия Австрийская. 1760-е гг. Холст, масло. Дворец Шёнбрунн, Вена
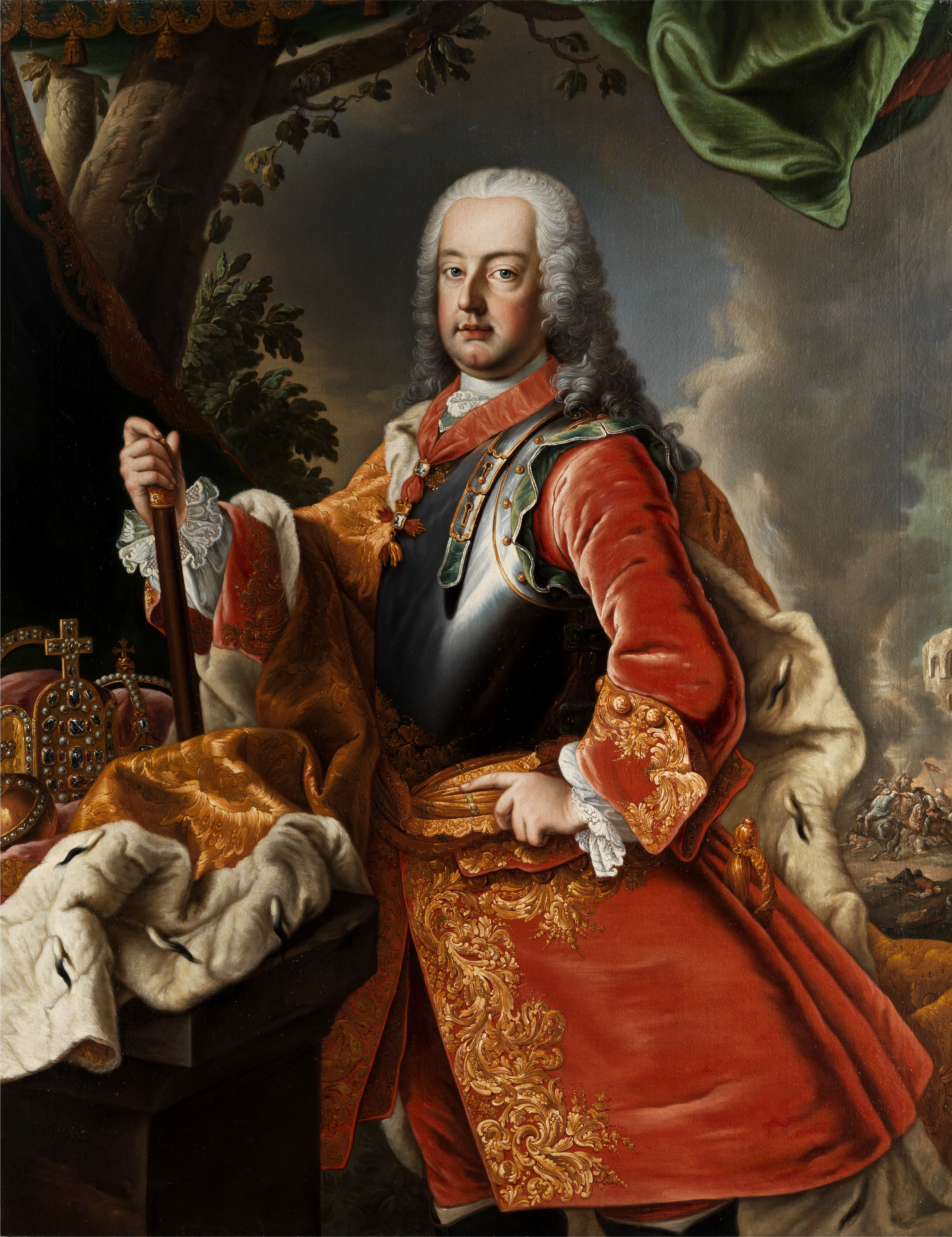
Император Франц Стефан. Холст, масло. Местонахождение не определено
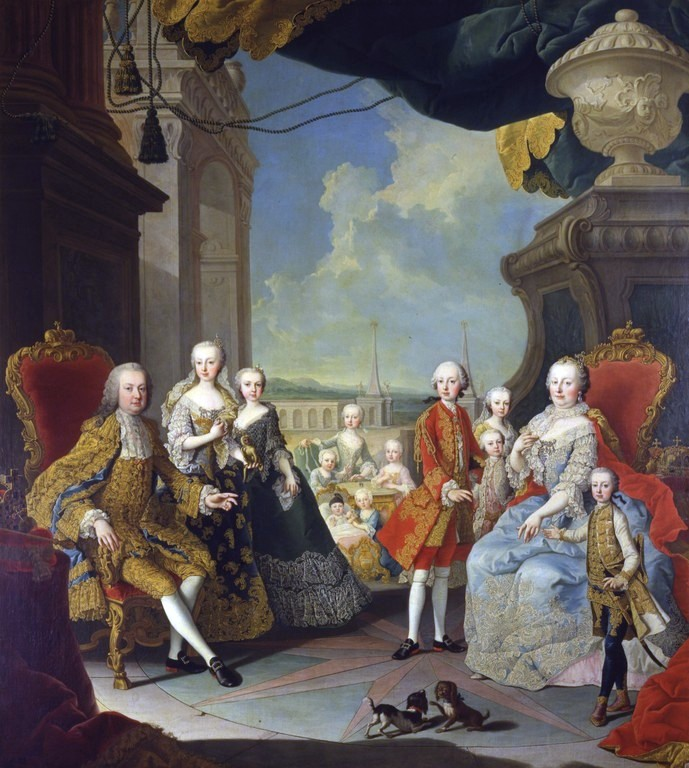
Семья императора Франца I. 1754. Холст, масло. Дворец Шёнбрунн, Вена
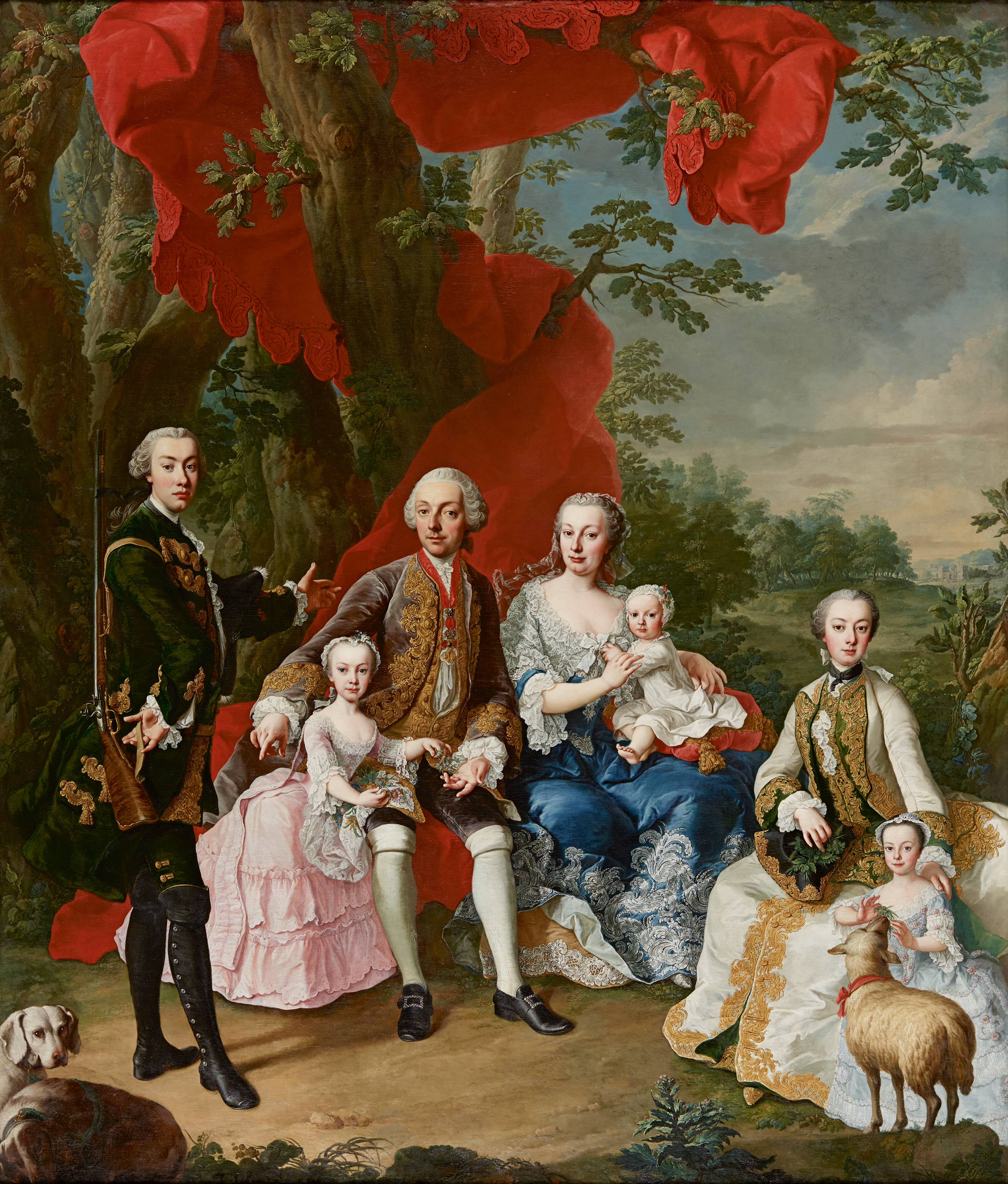
Семья графа Николауса Пальфи фон Эрдеда. 1760. Холст, масло. Галерея Бельведер, Вена
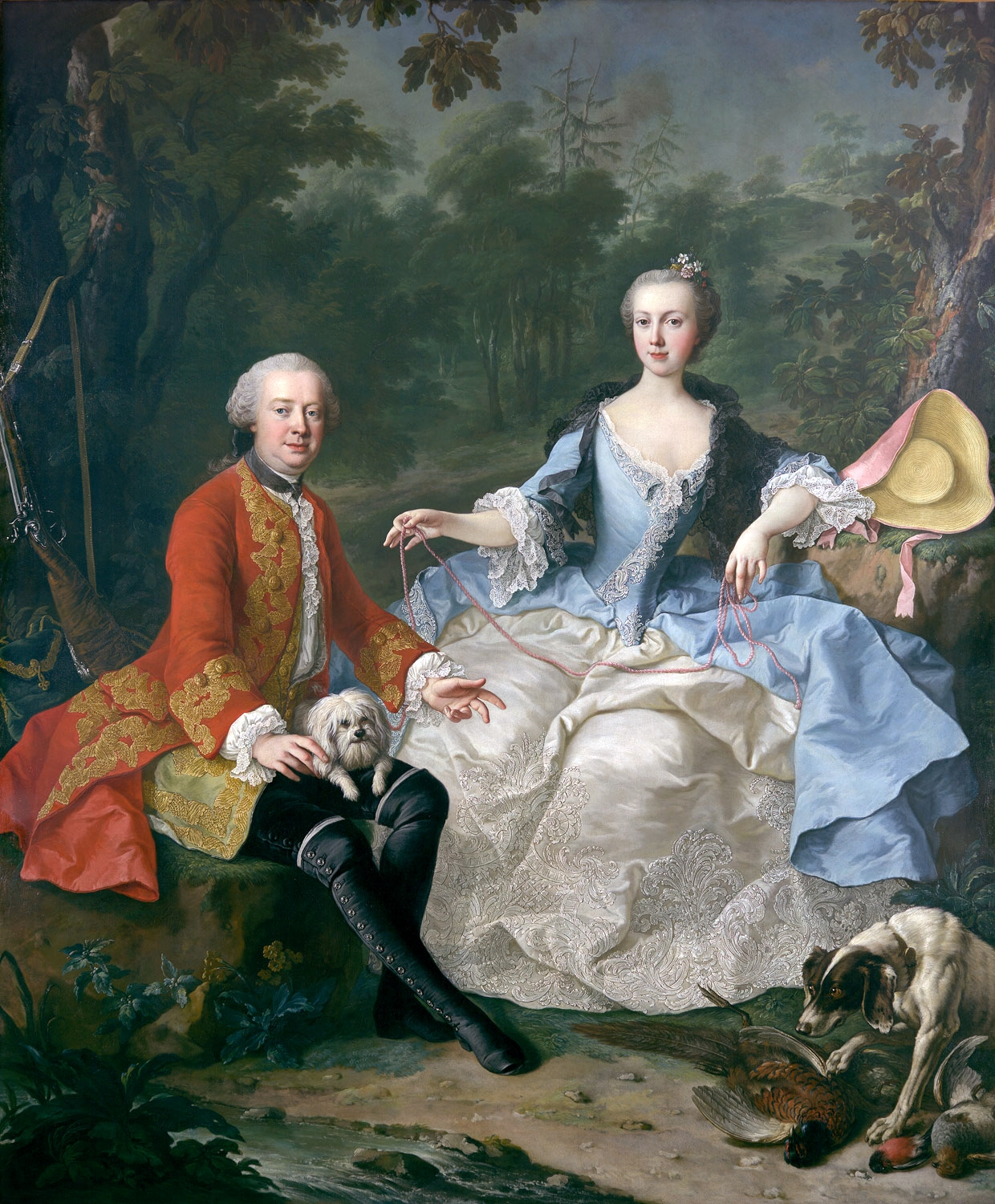
Граф Джакомо Дураццо в образе охотника с женой Эрнестиной Алоизией Унгнад фон Вайссенвольф. 1760-е гг. Холст, масло. Метрополитен-музей, Нью-Йорк
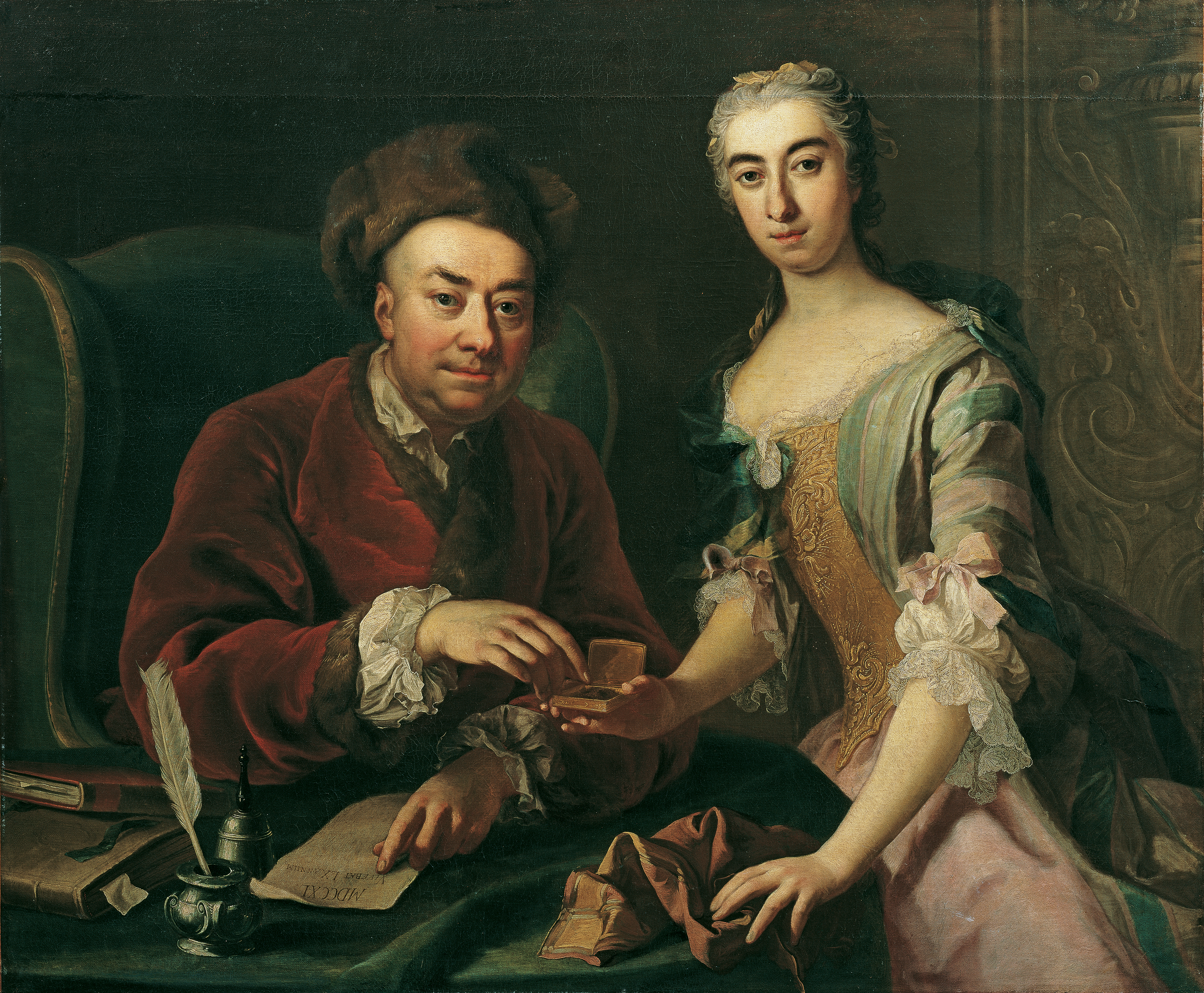
Двойной портрет. 1740. Холст, масло. Галерея Бельведер, Вена